# Parana (miasto w Argentynie)

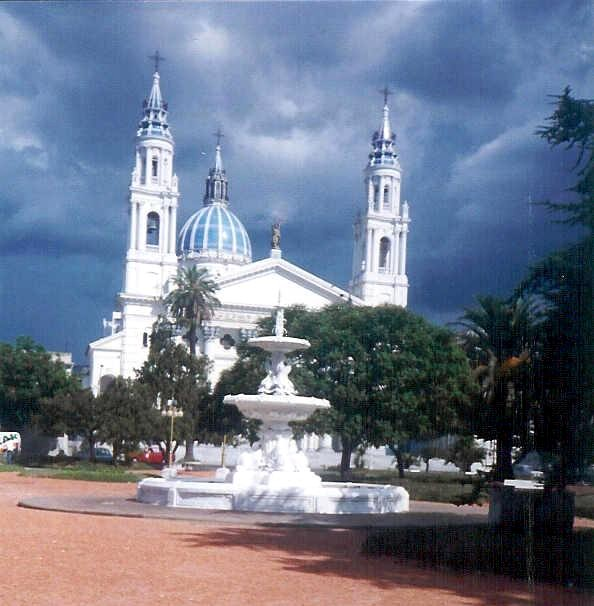
Katedra w Paranie

Parana (hiszp. Paraná) – miasto we wschodniej Argentynie, na lewym brzegu rzeki Parany.

## Gospodarka
W mieście rozwinął się przemysł chemiczny, precyzyjny, ceramiczny, meblarski, obuwniczy oraz maszynowy.

## Urodzeni w Paranie
- Roberto Ayala – piłkarz, reprezentant kraju
- Pablo Gabas – kostarykański piłkarz pochodzenia argentyńskiego
- Betina Jozami – tenisistka
- Matías Russo – kierowca wyścigowy
- Raúl Sanguinetti – szachista

## Miasta partnerskie
- Leonforte, Włochy
- Muscatine, Stany Zjednoczone
- Rehovot, Izrael
- Jalapa Enriques, Meksyk
- Torres, Brazylia
- Nassau, Bahamy
- Port-au-Prince, Haiti